# 1989
1989 (MCMLXXXIX) fou un any començat en diumenge.

## Esdeveniments
Països Catalans
- 2 de setembre, Burjassot, Horta Nord: Comencen les emissions en proves de Canal 9, de la mà de Xelo Miralles, començant les emissions regulars el dia de la Comunitat Valenciana 9 d'octubre.
- 19 de setembre, Nepal: Mònica Verge i Magda Nos Loppe assoleixen el cim del Cho Oyu (8.201 m), el primer vuit mil femení estatal.[1]
- 30 d'octubre, Madrid, Espanya: el Tribunal Suprem aprova la segregació del municipi Salou de Vila-seca de Solcina (el Tarragonès).
- Barcelona: Es funda la Gran Orient de Catalunya.
- Montgat, el Maresme: Es funda l'escola Hamelin-Laie International School

Resta del món
- 7 de març: Iran trenca relacions diplomàtiques amb el Regne Unit a causa de la publicació de la novel·la "Versicles satànics", de Salman Rushdie.
- Entre el 15 d'abril i el 4 de juny, Pequín, República Popular de la Xina: Protestes de la Plaça de Tian'anmen diversos milers d'estudiant universitaris seguits uns dies més tard per treballadors convoquen manifestacions pacífiques demanant l'obertura del règim comunista. El 4 de juny Li Peng ordena el desallotjament per part de l'exèrcit popular de la Xina culminant en la mort de diversos centenars de manifestants, milers de ferits i centenars d'arrestats.[2][3]
- 15 d'octubre, Sud-àfrica: Cinc dels vuit presos polítics del Congrés Nacional Africà han sigut alliberats de Robben Island.[4]
- 9 de novembre, Berlín, RDA: El govern d'Erich Honecker decideix deixar el pas lliure al trànsit ciutadà el Mur que dividia la ciutat en dues parts, la que pertanyia a la República Federal i la que pertanyia a la República Democràtica, alhora que els mateixos ciutadans el comencen a enderrocar.
- 20 de novembre, Nova York: l'Assemblea General de les Nacions Unides adopta la Convenció sobre els drets de l'infant.
- 29 de desembre, Txecoslovàquia: l'Assemblea Federal, el parlament comunista, va escollir el dissident Vaclav Havel com a nou president. Immediatament es forma un govern de coalició amb l'objectiu de fer les reformes econòmiques liberals necessàries per establir una economia de mercat i les reformes legals per dur la democràcia. Comença la Revolució de Vellut.

### Cinema i televisió
| M/d   | Direcció         | Títol                   | Gènere         |
| ----- | ---------------- | ----------------------- | -------------- |
| 01/13 | José Luis Cuerda | Amanece, que no es poco | comèdia        |
| 00/00 | John Doe         | pel·lícula              | slasher        |
| 02/24 | Jonathan Wacks   | Autopista Cheyenne      | com. dramàtica |

S'estrenen els films Els déus deuen estar bojos 2 i Babar a la selva.
El 7 d'abril començà l'emissió de l'anime Granzort.

### Còmics i literatura
- RSS de l'Azerbaidjan, URSS: Es funda el diari Azadlıq publicat en àzeri.

Miquel Ferrà guanyà el primer Premi de Novel·la Ciutat d'Alzira per l'obra Allah Akbar (El morisc).

### Premis Nobel
| Camp                  | Guardonats                                               |
| --------------------- | -------------------------------------------------------- |
| Física                | - Norman Foster Ramsey - Hans G. Dehmelt - Wolfgang Paul |
| Química               | - Sidney Altman - Thomas Cech                            |
| Medicina o Fisiologia | - J. Michael Bishop - Harold E. Varmus                   |
| Literatura            | - Camilo José Cela                                       |
| Pau                   | - Tenzin Gyatso                                          |
| Economia              | - Trygve Haavelmo                                        |

### Videojocs
| d.    | jocs                             |  | sist.      |  |
| ----- | -------------------------------- |  | ---------- |  |
|       | Cadash                           |  | recreativa |  |
| 07/   | Demon's World                    |  | recreativa |  |
| 04/20 | Adventures of Lolo               |  | NES        |  |
| 09/01 | Chip's Challenge                 |  | Lynx       |  |
| 04/21 | Alleyway (アレイウェイ)          |  | Game Boy   |  |
| 06/14 | Tetris (テトリス)                |  | Game Boy   |  |
| 12/15 | PC Genjin (PC原人)               |  | PC Engine  |  |
| 11/25 | Final Fight (ファイナルファイト) |  | recreatius |  |
| 12/01 | Final Fight                      |  | recreatius |  |

## Naixements
| M/d   | Nom i llinatges  | Activitat       | Origen | M    |
| ----- | ---------------- | --------------- | ------ | ---- |
| 05/15 | Kylie Rae Harris | cantant country | texana | 2019 |

- 18 de gener - Cornellà de Llobregat: Rubén Miño Peralta, porter de futbol català.
- 20 de gener - Maó, Menorca: Elisabet Salom Pons, coneguda com a Bet Salom, és una gimnasta menorquina.[5]
- 7 de març - Igualada: Diana Gómez i Raich, actriu de cinema i televisió catalana.[6]
- 11 de març - Castellar de n'Hug, Berguedà: Naila Jornet i Burgada, fisioterapeuta i esquiadora de muntanya catalana.[7]
- 20 de març - Villanova i la Geltrú: Estela García, atleta velocista catalana.[8]
- 25 de març - Sabadell, Vallès Occidental: Gemma Abant i Condal, ciclista catalana d'elit, guanyadora de diversos campionats mundials.[9]
- 24 d'abril - Palma: Melanie Costa, nedadora mallorquina.[10]
- 25 de maig - Barcelona: Esteve Rabat i Bergada, més conegut com a Tito Rabat, pilot català de motociclisme.
- 9 de juny - Georgina Carreras Caner, futbolista catalana que ha jugat com a migcampista.[11]
- 17 de juny - Sabadell: Queralt Castellet i Ibáñez, surfista de neu catalana.[12]
- 11 d'agost - Barcelona: Úrsula Corberó, actriu catalana.[13]
- 26 de novembre - La Seu d'Urgell: Montse Garcia Riberaygua, piragüista d'aigües braves i especialista en eslàlom andorrana.[14]
- Barcelona: Dulceida, bloggera dedicada a l'entorn de la moda.

Resta del món
- 3 de gener, Kita-Kyūshū, Japó: Kōhei Uchimura, gimnasta artístic japonesa.
- 16 de febrer, Califòrnia, Estats Units d'Amèrica, Elizabeth Olsen, actriu estatunidenca coneguda pel seu paper de Scarlet Witch a l'Univers Cinematogràfic de Marvel (UCM)
- 2 de març, Southend-on-Sea: Nathalie Emmanuel, actriu britànica coneguda pel seu paper a la sèrie Joc de Trons.[15]
- 12 de març, Alcanyís: Silvia Meseguer Bellido, jugadora de futbol espanyola.[16]
- 13 de març, Austin, Estats Units d'Amèrica: Lizzie Velásquez, estatunidenca que té una malaltia extremadament rara que l'ha portat a convertir-se en escriptora i oradora.[17]
- 26 de maig, Istanbul: Buse Coşkun, patinadora artística sobre gel turca.
- 28 de juny, Palència, Espanya: Sergio Asenjo Andrés, futbolista espanyol.
- 29 de juny, Oświęcim: Maciej Sadlok, futbolista polonès
- 7 de juliol, Poitiers, Occitània: Quentin Bernard, futbolista occità.
- 18 de juliol, Zehdenick: Sebastian Mielitz, futbolista alemany.[18]
- 19 de juliol, Rio de Janeiro: Bruna Karla, cantant brasilera de música cristiana contemporània
- 20 de juliol, Zanjan, Iran: Elnaz Rekabi, escaladora esportiva iraniana.
- 22 de juliol, Tirana, Albània: Edgar Çani, futbolista albanès
- 28 de juliol, Bukan, Iran: Aram Khalili, futbolista iranià.
- 12 d'octubre, Sevilla, Espanya: Melanie Serrano, futbolista espanyola.[19]
- 24 d'octubre, Göteborg, Suècia: PewDiePie, humorista suec.
- 22 de novembre, Alemanya: Marcel Titsch-Rivero, futbolista alemany.
- 12 de desembre, Pardes Hanna-Karkur, Israel: Tal, cantant israelià.
- 13 de desembre, Estats Units: Taylor Swift, cantant estatunidenca.

## Necrològiques
Països Catalans
- 3 de gener - Londres: Lina Llubera, soprano catalanoucraïnesa, casada durant 18 anys amb el compositor rus Serguei Prokófiev (n. 1987).[20]
- 23 de gener - Figueres (Alt Empordà): Salvador Dalí, pintor surrealista empordanès (84 anys).[21]
- 24 de gener - Valènciaː María Mercedes Maestre Martí, metgessa valenciana, exiliada republicana.[22]
- 19 de febrer - Barcelona: Laia González, periodista i activista social catalana (32 anys).
- 26 d'abril - Los Angeles, Califòrnia: Lucille Ball, actriu còmica estatunidenca (n. 1911).[23]
- 16 de maig - Cadaqués, Alt Empordà: Anna Maria Dalí i Domènech, germana de Salvador Dalí (n. 1908).[24]
- 2 de juny - Escaldes-Engordany, Andorra: Josep Viladomat i Massanas, escultor català (n. 1899).
- 5 de juny - Barcelona: Adi Enberg, periodista, poliglota, aventurera i espia, companya intermitent de Josep Pla (n. 1901).[25]
- 1 de juliol - Calonge, Baix Empordà: Jacint Morera i Pujals, pintor català.
- 3 d'agost - Rubí: Lluís Parcerisa i Serra, publicista i promotor musical català.
- 10 d'agost - Dénia, Marina Alta: Alberto Sols García, bioquímic valencià gran especialista en biologia molecular (n. 1917).
- 18 de setembre - Barcelona: Antoni Vila i Arrufat, pintor i gravador i muralista català.
- 22 d'octubre - el Masnou, Maresme: Ramon Trias Fargas, polític, català (66 anys).
- 26 d'octubre - Salem, Nova Jersey (EUA): Charles J. Pedersen, químic estatunidenc, Premi Nobel de Química de l'any 1987 (n. 1904
- 1 de novembre - Sabadell: Maria Vinyes i Mayola, professora catalana.
- 15 de novembre - Olot, La Garrotxa: Càndida Pérez, cupletista i compositora, autora de molts cuplets catalans (n. 1893).[26]
- 12 de desembre - Barcelona: Carlos Barral i Agesta, editor, polític i escriptor català en llengua castellana (n. 1928).
- Barcelona: Amèrica Cardunets i Tallada, pintora catalana.[27]

Resta del món
- 7 de gener - Tòquio (Japó): Hirohito, emperador del Japó.
- 17 de gener - Montevideo: Alfredo Zitarrosa, cantant, compositor, poeta, escriptor i periodista uruguaià (n. 1936).[28]
- 1 de febrer - Southampton: Elaine de Kooning, pintora estatunidenca expressionista abstracta i crítica d'art (n. 1918).[29]
- 17 de febrer - Changsha (Xina): Mo Yingfeng, guionista i escriptor xinès (n. 1938).[30]
- 21 de febrer - Boston, Massachusetts: Kiran Gandhi, també coneguda artísticament com a Madame Gandhi, música, cantant, artista i activista feminista.
- 22 de febrer - San Diego, Califòrnia: Sándor Márai escriptor hongarès (88 anys).[31]
- 9 de març -Boston, Massachusetts (EUA): Robert Mapplethorpe, fotògraf estatunidenc, conegut pel seu tractament de temes controvertits a gran escala amb fotografies en blanc i negre altament estilitzades. (n. 1946)[32]
- 14 de març - Graubünden, Suïssa: Zita de Borbó-Parma, última emperadriu de la casa Habsburg de l'imperi austrohongarès (n. 1892).[33]
- 19 de març: Alan Civil, intèrpret de trompa anglès.
- 15 d'abril:
  - Metz (França): Bernard-Marie Koltès, dramaturg francès.(n. 1948).[34]
  - Pequín (Xina): Hu Yaobang, va ser un oficial d'alt rang de la República Popular de la Xina (n. 1915).[35]
- 19 d'abril - Cornualla (Gran Bretanya): Daphne du Maurier, novel·lista britànica (81 anys).
- 22 d'abril - Lafayette, Califòrnia (EUA): Emilio Gino Segrè, físic italo-americà, Premi Nobel de Física de l'any 1959 (n. 1905).[36]
- 27 d'abril - Nova York: Julia Smith, pianista, compositora i escriptora musical estatunidenca (n. 1905).[37]
- 30 d'abril - Roma, Itàlia: Sergio Leone, director de cinema italià (60 anys).
- 17 de maig - Zúric: Lucia Moholy, fotògrafa d'origen austrohongarès, que documentà l'arquitectura i els productes de la Bauhaus (n. 1894).[38]
- 20 de maig - Blockley, Anglaterra: John Hicks, economista guardonat amb el Premi Nobel d'Economia el 1972 (n. 1904).[39]
- 24 de maig, USA: Bernice Eddy, viròloga i epidemiòloga estatunidenca (n. 1903).[40]
- 30 de maig - Nova York: Zinka Milanov, soprano croata (n. 1906).[41]
- 3 de juny - Teheran (Iran): Seyyed Ruhol·lah Khomeini àmpliament conegut com l'aiatol·là Khomeini, clergue xiïta iranià i el dirigent espiritual de la revolució islàmica iraniana de 1979 que derrocà la monarquia de Mohammad Reza Pahlavi, el darrer Xa de Pèrsia (n. 1900).[35]
- 9 de juny - Chicago, Illinois (EUA): George Wells Beadle, genetista estatunidenc, Premi Nobel de Medicina o Fisiologia de l'any 1958 (n. 1903).[42]
- 21 de juny - París (França): Henri Sauguet, compositor francès (n. 1901).[43]
- 29 de juny - Budapest: Ihász Gábor, cantant i compositor hongarès.
- 6 de juliol - Budapest, Hongria: János Kádár, és el pseudònim de Giovanni Giuseppe Czermanic (més tard Csermanek), polític hongarès, màxim dirigent del seu país durant trenta-dos anys.[35]
- 10 de juliol - Los Angeles, Califòrnia (EUA): Melvin Jerome "Mel Blanc" va ser un actor de doblatge i comediant estatunidenc (n. 1908).[44]
- 11 de juliol - 
  - Lima (Perú): Magda Portal, poeta, escriptora i política peruana (n. 1900).[45]
  - Steyning, West Sussex: Laurence Olivier, actor, director teatral i productor britànic (n. 1907).[46]
- 14 de juliol - Tolosa: Cecilia G. de Guilarte, reportera de guerra i escriptora basca exiliada.[47]
- 16 de juliol - Anif, prop de Salzburg, Àustria: Herbert von Karajan, director d'orquestra austríac (n. 1908).[48]
- 3 d'agost, Denver: Antonia Louisa Brico, pianista i directora d'orquestra neerlandesa de renom (n. 1902).[49]
- 12 d'agost - Stanford, Califòrnia (EUA): William Shockley, físic estatunidenc, Premi Nobel de Física de l'any 1956 (n. 1910).
- 14 de setembre - Madrid: Pedro Urraca Rendueles, policia espanyol de l'aparell repressor del franquisme a l'exterior, va ser qui va detenir i deportar el president Lluís Companys l'agost de 1940.
- 22 de setembre, - Nova York, Estats Units: Irving Berlin, compositor i lletrista estatunidenc (n. 1888).[50]
- 30 de setembre, Nova York (EUA): Virgil Thomson, compositor estatuniudenc (n. 1896).[51]
- San Salvador - El Salvador: Ignacio Ellacuría, filòsof, escriptor i teòleg basc és assassinat (59 anys).
- 4 d'octubre - Maidstone, Anglaterra: Graham Chapman, còmic, escriptor i actor britànic, que va formar part del grup d'humoristes Monty Python (n. 1941).[52]
- 14 d'octubre - Los Angeles: Lucy Doraine, actriu de cinema hongaresa del cinema mut (n. 1898).[53]
- 25 d'octubre - Nova York: Mary McCarthy, novel·lista, crítica i activista política estatunidenca (n. 1912).[54]
- 5 de novembre - Nova York (EUA)ː Vladimir Horowitz, pianista clàssic, considerat un dels pianistes més distingits de la història (n. 1903).[55]
- 12 de novembre - Madrid, Espanya: Dolores Ibárruri Gómez, la Pasionaria, dirigent comunista (93 anys).(n. 1895)[56]
- 20 de novembre - Palerm, Sicília: Leonardo Sciascia, escriptor i polític sicilià (68 anys).
- 27 de novembre - Madrid, Espanya: Carlos Arias Navarro, Alcalde de Madrid (1965 - 1973), President del Govern (1973 - 1976) (80 anys).[35]
- 14 de desembre - Moscou, URSS: Andrei Sàkharov, físic nuclear soviètic i drets humans i les llibertats guardonat amb el Premi Nobel de la Pau l'any 1975.
- 14 de desembre - Ciutat de Mèxic, Mèxic: Dámaso Pérez Prado, el Rei del Mambo, músic, compositor i arranjador cubà.
- 16 de desembre - Madrid, (Espanya): Silvana Mangano, actriu italiana (n. 1930).[57]
- 22 de desembre - París, França: Samuel Beckett, escriptor irlandès (83 anys).[58]
- 31 de desembre - Louveciennes: Lilly Daché, modista i barretera franco-nord-americana.[59]